# 鶴町インターチェンジ
鶴町インターチェンジ（つるまちインターチェンジ）は、新潟県上越市東原にある上越魚沼地域振興快速道路（上越三和道路）のインターチェンジである。

## 接続する道路
- 新潟県道77号上越頸城大潟線上真砂交差点
- 新潟県道13号上越安塚柏崎線上野田交差点

## 歴史
- 2019年（平成31年）3月24日 : 寺IC - 鶴町IC間開通に伴い供用開始[1]。

## 隣
上越魚沼地域振興快速道路（上越三和道路）
寺IC - 門田新田IC - 鶴町IC - 三和IC